# ベル・センター
ベル・センター（仏: Centre Bell）はカナダのモントリオールにある屋内競技場。NHLのモントリオール・カナディアンズの本拠地として使用されている。

## 概要
こけら落としは1996年3月16日。以前はモルソン・センターと呼ばれていたが、2002年9月1日にベル・カナダが命名権を取得し、現在の名称になった。
大会としての利用は1996年と2004年のアイスホッケー・ワールドカップ、1997年のWWFサバイバー・シリーズが開催された。2008年に行われたUFC 83では当時のUFC史上最多となる観客動員数21390人を記録した。2009年にはNHLオールスターゲームが開催された。